# 400 Ducrosa
400 Ducrosa este un asteroid din centura principală, descoperit pe 15 martie 1895, de Auguste Charlois.